# 2023年世界水泳選手権キプロス選手団
2023年世界水泳選手権キプロス選手団は、2023年7月14日から7月30日まで日本の福岡で開催された第20回世界水泳選手権のキプロス選手団、およびその競技結果。

## 選手団
- 人員: 選手 4人

## 選手名簿・結果
| 選手                           | 種目           | 予選              | 予選 | 準決勝   | 準決勝   | 決勝     | 決勝     |
| 選手                           | 種目           | 結果              | 順位 | 結果     | 順位     | 結果     | 順位     |
| ------------------------------ | -------------- | ----------------- | ---- | -------- | -------- | -------- | -------- |
| ニコラス・アントニウ           | 男子50m自由形  | 23秒27            | 59位 | 予選敗退 | 予選敗退 | 予選敗退 | 予選敗退 |
| ニコラス・アントニウ           | 男子100m自由形 | 51秒23            | 59位 | 予選敗退 | 予選敗退 | 予選敗退 | 予選敗退 |
| フィリッポス・イアコヴィディス | 男子50m背泳ぎ  | 26秒42            | 42位 | 予選敗退 | 予選敗退 | 予選敗退 | 予選敗退 |
| フィリッポス・イアコヴィディス | 男子100m背泳ぎ | 57秒51            | 48位 | 予選敗退 | 予選敗退 | 予選敗退 | 予選敗退 |
| パナイオティス・パナレトス     | 男子50m平泳ぎ  | 28秒55            | 35位 | 予選敗退 | 予選敗退 | 予選敗退 | 予選敗退 |
| パナイオティス・パナレトス     | 男子100m平泳ぎ | 1分04秒38         | 52位 | 予選敗退 | 予選敗退 | 予選敗退 | 予選敗退 |
| カリア・アントニウ             | 女子50m自由形  | 25秒33            | 22位 | 予選敗退 | 予選敗退 | 予選敗退 | 予選敗退 |
| カリア・アントニウ             | 女子100m自由形 | 54秒74            | 16位 | 予選敗退 | 予選敗退 | 予選敗退 | 予選敗退 |
| カリア・アントニウ             | 女子100m自由形 | スイムオフ 55秒06 | 17位 | 予選敗退 | 予選敗退 | 予選敗退 | 予選敗退 |